# Björn Andersson (fotbollsspelare född 1951)
Björn Andersson, född 20 juli 1951 i Perstorp, Skåne, är en svensk före detta fotbollsspelare.
Björn Andersson spelade med Östers IF i Allsvenskan 1970–1974. Vid sidan av fotbollen arbetade han som snickare.
Björn Andersson gick sedan till Bayern München 1974 som då vunnit Europacupen för mästarlag och blivit tyska mästare för tredje året i rad. Hans första träning med Bayern München var i november 1974 och han var tänkt som efterträdare till Paul Breitner med en direkt utmanare i laget i Bernd Förster.
Andersson var med och vann Europacupen för mästarlag 1975 men tvingades lämna finalen redan efter fyra minuter då han genom en foul av Leeds Uniteds Terry Yorath fick en svår knäskada. Hans karriär hämtade sig aldrig fullt ut efter knäskadan och det första beskedet var att han aldrig mer skulle kunna spela fotboll. Andersson blev på 1990-talet ansvarig för Bayern Münchens ungdomsakademi. Andersson arbetade senare som talangscout åt klubben.
Björn Andersson återvände till Sverige och Östers IF 1977 och blev svensk mästare 1978. 

## Meriter
- VM i fotboll: 1974
- Europacupmästare: 1975 och 1976 med Bayern München
- Svenska mästare: 1978 med Östers IF
- Interkontinentala cupen-mästare 1976
- 28 landskamper

## Klubbar
- Vallentuna BK 1982–1983
- Markaryds IF 1980–1981
- Östers IF 1977–1979
- Bayern München 1974–1977
- Östers IF 1970–1974
- Perstorps SK –1969

### Tränare
- IFK Hässleholm 2012–2013 (assisterande)[5]
- IS Halmia 2000–2001
- Bjärnums Goif 1987–1995